# Tres caras de mujer
Tres caras de mujer é uma telenovela mexicana, produzida pela Televisa e exibida em 1963 pelo Telesistema Mexicano.

## Elenco
- Ernesto Alonso .... Claudio
- Amparo Rivelles .... Laura
- Ramón Bugarini
- José Gálvez .... Gustavo
- Prudencia Griffel
- Miguel Manzano
- Guillermo Murray
- Graciela Orozco
- Carmen Salas
- Fanny Schiller .... Tia Epifania
- Mercedes Pascual
- Malú Galán
- E. Diaz Indiano
- Manuel García
- Mario Vega